# Стрибки у воду на Чемпіонаті світу з водних видів спорту 2022 — трамплін, 1 метр (жінки)
Змагання зі стрибків у воду з метрового трампліна серед жінок на Чемпіонаті світу з водних видів спорту 2022 відбулися 29 червня 2022 року.

## Результати
Попередній раунд розпочався о 10:00 за місцевим часом. Фінал відбувся о 17:00 за місцевим часом.
Зеленим позначено фіналістів
| Місце | Стрибунка             | Країна            | Попередній раунд | Попередній раунд | Фінал            | Фінал            |
| Місце | Стрибунка             | Країна            | Очки             | Місце            | Очки             | Місце            |
| ----- | --------------------- | ----------------- | ---------------- | ---------------- | ---------------- | ---------------- |
| 1     | Лі Яцзє               | Китай             | 278.95           | 1                | 300.85           | 1                |
| 2     | Сара Бейкон           | США               | 257.15           | 3                | 276.65           | 2                |
| 3     | Мія Валле             | Канада            | 249.60           | 9                | 276.60           | 3                |
| 4     | К'яра Пеллакані       | Італія            | 251.05           | 7                | 269.25           | 4                |
| 5     | Джорджия Шіен         | Австралія         | 252.90           | 6                | 260.95           | 5                |
| 6     | Грейс Рід             | Велика Британія   | 254.85           | 4                | 257.50           | 6                |
| 7     | Єтте Мюллер           | Німеччина         | 249.45           | 10               | 256.15           | 7                |
| 8     | Мішель Гаймберг       | Швейцарія         | 253.10           | 5                | 255.60           | 8                |
| 9     | Марґо Ерлам           | Канада            | 250.75           | 8                | 246.10           | 9                |
| 10    | Брук Шульц            | США               | 246.45           | 11               | 244.20           | 10               |
| 11    | Емілія Нільссон       | Швеція            | 262.95           | 2                | 241.05           | 11               |
| 12    | Емма Ґульстранд       | Швеція            | 246.10           | 12               | 225.55           | 12               |
| 13    | Елена Бертоккі        | Італія            | 246.05           | 13               | Завершили виступ | Завершили виступ |
| 14    | Естер Цінь            | Австралія         | 243.20           | 14               | Завершили виступ | Завершили виступ |
| 15    | Ясмін Гарпер          | Велика Британія   | 241.50           | 15               | Завершили виступ | Завершили виступ |
| 16    | Дафне Вілс            | Нідерланди        | 236.90           | 16               | Завершили виступ | Завершили виступ |
| 17    | Заскія Оеттінгаус     | Німеччина         | 236.55           | 17               | Завершили виступ | Завершили виступ |
| 18    | Кім Су Чі             | Південна Корея    | 234.95           | 18               | Завершили виступ | Завершили виступ |
| 19    | Аранча Чавес          | Мексика           | 231.60           | 19               | Завершили виступ | Завершили виступ |
| 20    | Кая Скжек             | Польща            | 228.20           | 20               | Завершили виступ | Завершили виступ |
| 21    | Діана Пінеда          | Колумбія          | 226.25           | 21               | Завершили виступ | Завершили виступ |
| 22    | Даніела Сапата        | Колумбія          | 222.50           | 22               | Завершили виступ | Завершили виступ |
| 23    | Лаурен Галласелька    | Фінляндія         | 222.30           | 23               | Завершили виступ | Завершили виступ |
| 24    | Маха Абдельсалам      | Єгипет            | 221.30           | 24               | Завершили виступ | Завершили виступ |
| 25    | Анна Лусія Родрігес   | Бразилія          | 220.25           | 25               | Завершили виступ | Завершили виступ |
| 26    | Маха Ейсса            | Єгипет            | 217.40           | 26               | Завершили виступ | Завершили виступ |
| 27    | Александра Блажовська | Польща            | 216.15           | 27               | Завершили виступ | Завершили виступ |
| 28    | Ong Ker Ying          | Малайзія          | 214.60           | 28               | Завершили виступ | Завершили виступ |
| 29    | Ґледіс Гаґа           | Індонезія         | 214.00           | 29               | Завершили виступ | Завершили виступ |
| 30    | Наї Жіль              | Франція           | 213.40           | 30               | Завершили виступ | Завершили виступ |
| 31    | Джея Патріка          | Латвія            | 213.35           | 31               | Завершили виступ | Завершили виступ |
| 32    | Мадлен Кокуз          | Швейцарія         | 206.35           | 32               | Завершили виступ | Завершили виступ |
| 33    | Clare Cryan           | Ірландія          | 203.60           | 33               | Завершили виступ | Завершили виступ |
| 34    | Бейлі Гейдра          | ПАР               | 200.45           | 34               | Завершили виступ | Завершили виступ |
| 35    | Луана Ліра            | Бразилія          | 198.20           | 35               | Завершили виступ | Завершили виступ |
| 36    | Наталія Майорга       | Мексика           | 195.55           | 36               | Завершили виступ | Завершили виступ |
| 37    | Ештілла Мошена        | Угорщина          | 194.15           | 37               | Завершили виступ | Завершили виступ |
| 38    | Гелле Туксен          | Норвегія          | 189.55           | 38               | Завершили виступ | Завершили виступ |
| 39    | Чо Ин-бі              | Південна Корея    | 187.75           | 39               | Завершили виступ | Завершили виступ |
| 40    | Емма Вейс             | Угорщина          | 187.50           | 40               | Завершили виступ | Завершили виступ |
| 41    | Меґґі Скваєр          | Нова Зеландія     | 185.50           | 41               | Завершили виступ | Завершили виступ |
| 42    | Заліка Метула         | ПАР               | 184.20           | 42               | Завершили виступ | Завершили виступ |
| 43    | Ана Річчі             | Перу              | 178.05           | 43               | Завершили виступ | Завершили виступ |
| 44    | Кароліна Купка        | Норвегія          | 161.80           | 44               | Завершили виступ | Завершили виступ |
| 45    | Lai Yu-yen            | Китайський Тайбей | 145.70           | 45               | Завершили виступ | Завершили виступ |
| –     | Аліса Закарян         | Вірменія          | знялася          | знялася          | знялася          | знялася          |